# Internationale eenheid
In de farmacie is de internationale eenheid (IE, of I.E. of Engels IU van international unit, of Frans UI van unité internationale) een maateenheid voor een hoeveelheid van een stof, gebaseerd op gemeten biologische activiteit (of effect). Deze eenheid wordt gebruikt voor vitaminen, hormonen, enkele medicijnen, vaccins, bloedproducten en gelijksoortige biologisch actieve stoffen. Ondanks haar naam behoort de IE niet tot het Internationale Systeem van Eenheden (Fr.: Système International) dat gebruikt wordt in de natuur- en scheikunde.
De exacte definitie van 1 IE verschilt van stof tot stof en wordt vastgesteld door middel van internationale afspraak. Om de definitie van 1 IE voor een bepaalde stof vast te leggen, levert een commissie (de Committee on Biological Standardization) van de wereldgezondheidsorganisatie (WHO) een preparaat van de stof die als referentie dient, en waarvoor zij een (willekeurig) getal aan IE's definieert dat in dat preparaat aanwezig is, en specificeert zij ook een biologische procedure om andere preparaten te vergelijken met dit referentie preparaat. Het doel is dat verschillende preparaten met hetzelfde biologische effect, hetzelfde aantal eenheden IE zal bevatten.
Voor sommige stoffen is later de equivalente hoeveelheid massa (of minder accuraat: gewicht) van 1 IE van de stof vastgesteld en is het gebruik van de IE voor die stof officieel verlaten. Desondanks blijft de eenheid vaak in gebruik omdat deze zo handig is. Bijvoorbeeld bestaat vitamine E in een aantal verschillende vormen, die elk een verschillende biologische activiteit vertonen. In plaats van het specificeren van het precieze type en de massa van de vitamine E in het preparaat, wordt dan voor farmacologische doeleinden vaak de voorkeur gegeven aan het simpelweg specificeren van het aantal eenheden IE van de vitamine E. 
De massa-equivalenten van 1 IE voor enkele stoffen:
- 1 IE insuline: het biologische equivalent van ongeveer 45,5 μg pure kristallijne insuline (exact 1/22 mg)
- 1 IE vitamine A: het biologische equivalent van 0,3 μg retinol, of van 0,6 μg bèta-caroteen
- 1 IE vitamine C: 50 μg ascorbinezuur, voor vitamine C is deze eenheid niet meer in gebruik
- 1 IE vitamine D: het biologische equivalent van 0,025 μg cholecalciferol/ergocalciferol (exact 1/40 μg)
- 1 IE vitamine E: het biologische equivalent van ongeveer 0,667 mg d-alpha-tocopherol (exact 2/3 mg), of van 1 mg van dl-alfa-tocopherolacetaat

De IE mag niet verward worden met de 'enzyme unit', welke ook bekend is als de "international unit of enzyme activity" en die afgekort wordt tot U. Duizend IE kan worden afgekort met KIE of kie.